# Fox Sports 3 (Argentina)
Fox Sports 3 es un canal de televisión por suscripción argentino de origen estadounidense especializado en deportes. Fue lanzado el 5 de noviembre de 2012 en reemplazo de la variante latinoamericana de Speed. En Argentina, el canal es propiedad de Mediapro, su nombre y varios programas tienen licencia de la Fox Corporation.
La programación de Fox Sports 3 está orientada mayormente a las competencias de e-Sports y gaming y su actualidad a través del contenido de Ubeat, aunque suele transmitir diferentes eventos deportivos como la CONMEBOL Libertadores y la UEFA Champions League, entre otros.

## Historia
El 30 de octubre de 2012, Fox International Channels ofreció una conferencia en la Ciudad de México donde dio a conocer el nuevo logotipo de la cadena Fox Sports, así como un nuevo canal llamado Fox Sports 3. El Vicepresidente de Programación y Producción de esta marca, Fausto Cevallos, comentó que esta nueva señal se enfocara en deportes extremos, de contacto y al automovilismo:

«Sabemos y siempre lo hemos sabido que el automovilismo, los deportes extremos y de contacto tienen un gran mercado, y yo creo que no muchos canales en Latinoamérica lo habían hecho... la idea es hacerlo de buena manera, con buenos contenidos.»
Fausto Cevallos

Los días 15 y 16 de diciembre en 2012, Fox Sports 3 transmitió por primera vez en vivo para Latinoamérica la Carrera de Campeones, que tuvo lugar en Tailandia. La cadena transmitió este evento hasta 2016.
El canal lanzó su propia señal en alta definición, primero distribuida por UNE en Colombia (actualmente Tigo UNE), al agregarla a su oferta de canales en abril de 2013. Más adelante, se agregó el canal en la grilla de GTD Manquehue en Chile en junio del mismo año.
Debido a la venta de 21st Century Fox a The Walt Disney Company en 2019, Disney adquirió prácticamente todos los activos de la compañía, incluyendo los canales internacionales de Fox Sports.

### Venta de Fox a Disney: Venta obligada de Fox Sports y la compra por Mediapro
El 16 de octubre de 2020, la AFA rompió el contrato de la televisación del Fútbol Argentino por la adquisición de 21st Century Fox por parte de Disney, quedando a Turner como única empresa en la transmisión premium y dejando abierta la posibilidad de que la Televisión Pública transmitiera partidos sin costo adicional.
El 29 de enero de 2021, The Walt Disney Company firmó un nuevo contrato con AFA y la Liga Profesional de Fútbol hasta el año 2030 para los derechos de televisación, permitiendo que su canal hermano ESPN transmita para Argentina 2 partidos por fecha, estos mismos también son transmitidos tras este acuerdo por la TV Pública dando nacimiento al nuevo programa público Fútbol ATP. Muchos de estos partidos se emiten para el exterior de Argentina por ESPN.
El 1 de diciembre de 2021, Fox Sports en Centroamérica y Sudamérica, exceptuando Argentina, fue reemplazado por ESPN 4, mientras que Fox Sports 2, Fox Sports 3 y Fox Sports Premium se mantuvieron al aire en Argentina debido a que la aquisición de Disney a Fox aún no fue aprobada por los entes reguladores de dicho país.
El 18 de enero de 2022, la Comisión Nacional de Defensa de la Competencia condicionó la adquisición de Fox por parte de Disney. El gobierno había impuesto restaurar la competencia efectiva en el mercado de comercialización de las señales deportivas básicas, y desinvertir los denominados «contenidos fundamentales» únicamente en Argentina. Para acelerar el proceso, la CNDC ordenó que en el transcurso Disney pusiera a disposición la retransmisión, de manera no exclusiva, de los partidos de Boca Juniors o River Plate en las señales de televisión abierta. Disney presentó un proyecto de desinversión ante el ente en el que acordaba ceder la señal Fox Sports Argentina y sus respectivas filiales (Fox Sports 2 y Fox Sports 3) junto con algunos de los denominados «contenidos fundamentales» a la empresa española Mediapro. Aún restaba la aprobación de la transacción por parte del ente regulador; sin embargo, esto frustró la posible transmisión de los partidos de la liga argentina por los medios públicos.
Finalmente, tras un largo proceso de venta el 27 de abril de 2022 el gobierno argentino dio el visto bueno y la venta pudo concretarse convirtiéndose así, Mediapro, en la nueva dueña tanto de la señal como de la mayoría de los denominados «contenidos fundamentales» anteriormente pactados. Adicionalmente, esta venta hizo que la fusión Fox-Disney fuera finalmente aprobada en el país, lo cual era el principal objetivo de Disney.
Debido a que Disney cedió la mayoría de los denominados «contenidos fundamentales» (cumpliendo así con uno de los dictámenes impuestos por la CNDC), la empresa se quedó con los derechos del fútbol argentino que previamente le pertenecían a Fox, y también con la señal de Fox Sports Premium. Debido a esto, y a que Disney ya no poseía los derechos de la marca Fox Sports, el 1 de mayo de 2022 Fox Sports Premium fue renombrado a ESPN Premium para reflejar este cambio.

### Mediapro comienza a gestionar Fox Sports
Desde el 1 de agosto de 2022, Mediapro opera las 3 señales de Fox Sports Argentina. El 3 de agosto de 2022, Fox Sports estrena nuevo rebranding, con nueva imagen y eslogan en sus tres canales.
El 4 de octubre de 2022 se informó que Mediapro y Fox Deportes, una subsidiaria de Fox Corporation, firmaron un acuerdo de licencia para usar la marca de los canales y producir programación para el canal en Argentina.
Finalmente el 6 de febrero de 2023 comenzó un nuevo Fox Sports de la mano de Mediapro y en esta nueva etapa la señal deportiva contará con una renovada identidad gráfica, un nuevo equipo periodístico y una programación segmentada con programas propios en vivo, donde Fox Sports estará dedicado principalmente a los deportes más tradicionales para el público argentino, Fox Sports 2 a disciplinas no tan populares, más de nicho urbano y Fox Sports 3 adquirirá una orientación más cercana a los jóvenes, con competencias de e-Sports, el streaming y la cultura de las redes sociales.